# Senometopia intermedia
Senometopia intermedia is een vliegensoort uit de familie van de sluipvliegen (Tachinidae). De wetenschappelijke naam van de soort is voor het eerst geldig gepubliceerd in 1960 door Herting.